# Hyphessobrycon inconstans
Hyphessobrycon inconstans és una espècie de peix de la família dels caràcids i de l'ordre dels caraciformes.

## Morfologia
- Els mascles poden assolir 4,5 cm de llargària total.[5]

## Hàbitat
Viu a àrees de clima tropical entre 22 °C - 28 °C de temperatura.

## Distribució geogràfica
Es troba a Sud-amèrica: Pará (Brasil).